# أندرياس بوميل

محاضرة أندرياس بوميل بعنوان "برلمان عالمي: الحكم والديمقراطية في القرن الحادي والعشرين".

أندرياس بوميل (مواليد ٩ فبراير ١٩٧٦م في كيب تاون) هو المؤسس المشارك والمدير التنفيذي لمنظمة «ديمقراطية بلا حدود» والحملة الدولية لإنشاء جمعية برلمانية للأمم المتحدة. وهو أيضًا منسق مشارك لحملة «نحن الشعوب» من أجل حوكمة عالمية شاملة، التي أُطلقت عام ٢٠١٩م، والتي تؤيد مبادرة المواطنين العالميين، من بين أمور أخرى.
من عام ١٩٩٨م إلى عام ٢٠٠٨م، كان منسقًا لقضايا إصلاح الأمم المتحدة في جمعية الشعوب المهددة بالانقراض ، إحدى أبرز منظمات حقوق الإنسان في ألمانيا. وكان عضوًا في مجلس الحركة الفيدرالية العالمية - معهد السياسة العالمية في نيويورك من عام ١٩٩٨م إلى عام ٢٠١٨م، عندما تم حلها. في عام ٢٠١٥م، منحته جمعية الشعوب المهددة بالانقراض العضوية الفخرية للجمعية. بوميل أيضًا عضو في المجلس الاستشاري لشبكة أبحاث الحكومات العالمية. 
كان أحد المقترحات التي قدمها من بين المرشحين لنصف النهائيات في جائزة الشكل الجديد في عام 2016 لمؤسسة التحديات العالمية. في عام 2018م، ألف كتابًا رئيسيًا عن تاريخ وأهمية وتنفيذ البرلمان العالمي (مع المؤلف المشارك جو لينين ) بعنوان «برلمان عالمي: الحوكمة والديمقراطية في القرن الحادي والعشرين».  نُشرت طبعة محدثة وموسعة من الكتاب في عام 2024م. في عام 2020م، تحدث في منتدى أثينا للديمقراطية الذي ذُكر في صحيفة نيويورك تايمز. 

## تشمل المنشورات
- نحو التكامل السياسي العالمي: حان الوقت لعقد جمعية برلمانية عالمية، مبادرة التحول العظيم، أغسطس/آب 2016م.
- برلمان عالمي والانتقال من القانون الدولي إلى القانون العالمي، مجلة كادموس، المجلد 2، العدد 3، أكتوبر 2014م.
- الجمعية البرلمانية للأمم المتحدة: مراجعة سياسة الديمقراطية بلا حدود، 2020م.
- تعزيز شرعية التعددية: مقترحان مبتكران للأمم المتحدة. موجز سياسات مجموعة الفكر العشرين التابعة لمجموعة العشرين، مايو/أيار 2023م. [4]